# Parandrocephalus eversor
Parandrocephalus eversor är en skalbaggsart som beskrevs av Heller 1916. Parandrocephalus eversor ingår i släktet Parandrocephalus och familjen långhorningar. Inga underarter finns listade i Catalogue of Life.